# Kałotina
Kałotina (bułg. Калотина) – wieś w zachodniej Bułgarii, w obwodzie sofijski, w gminie Dragoman.
Wieś znajduje się w górzystym rejonie, nad rzeką Niszawa.

## Galeria

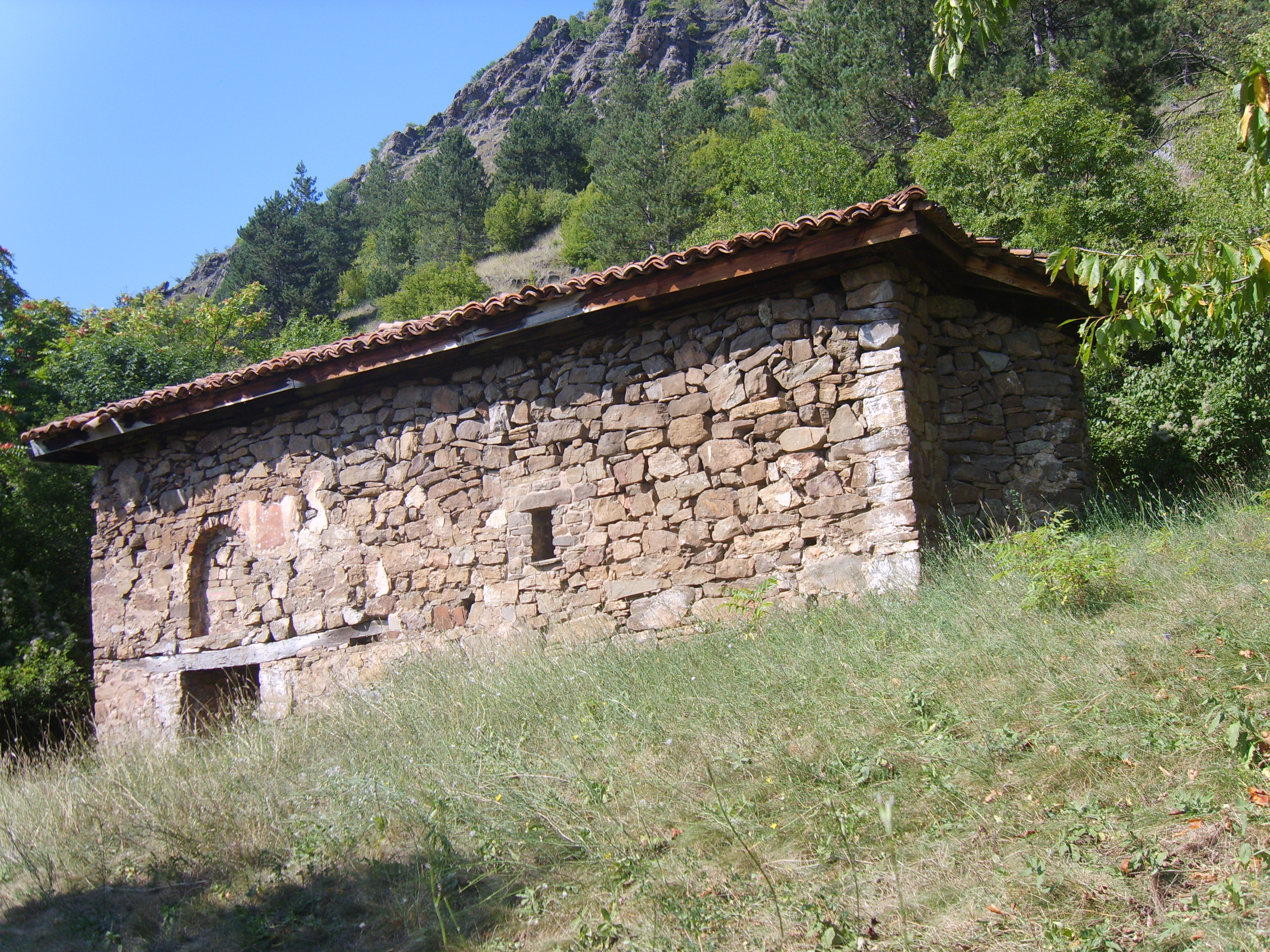
Cerkiew pw św Nikoła
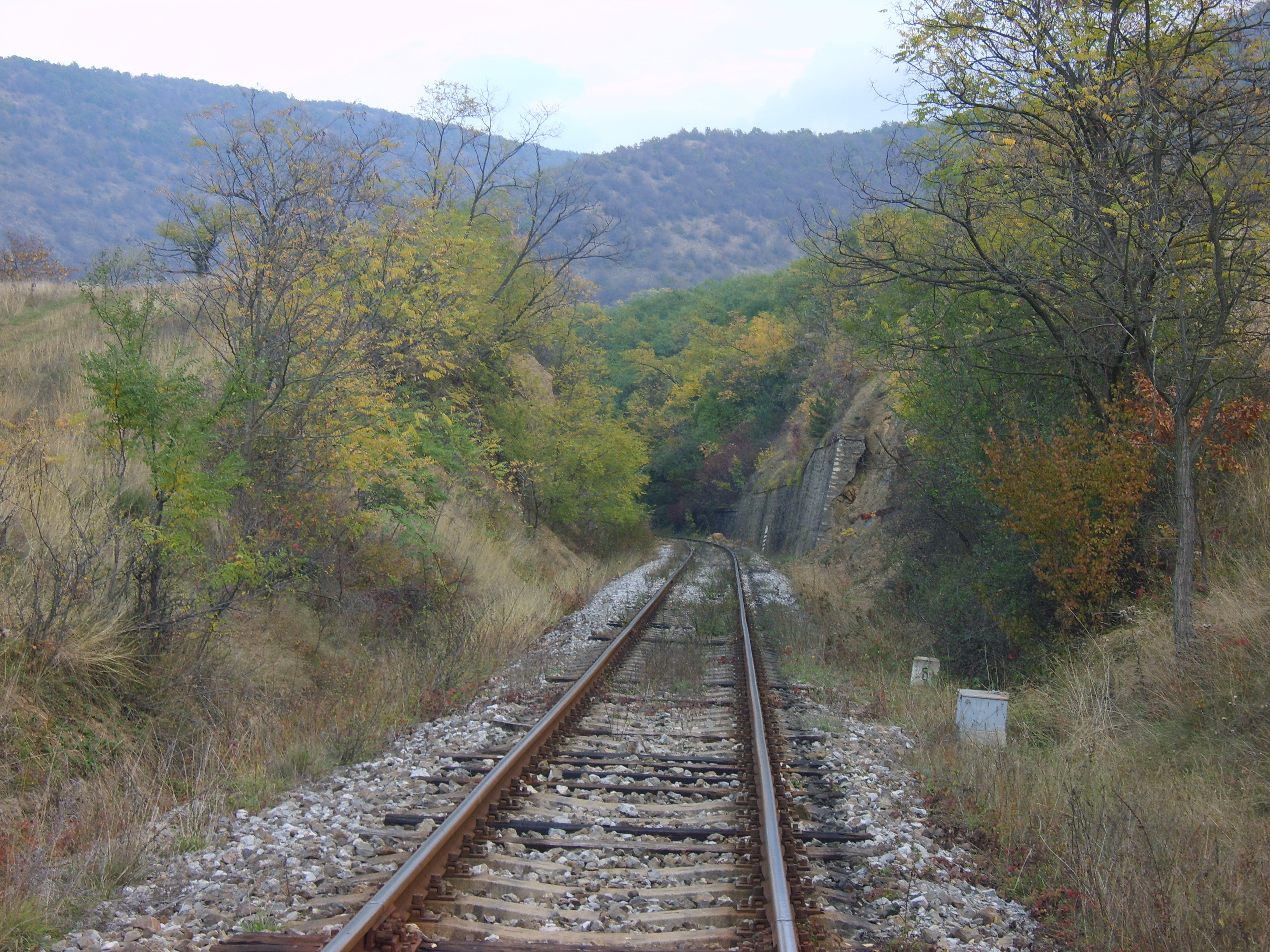
Kolej przy wsi
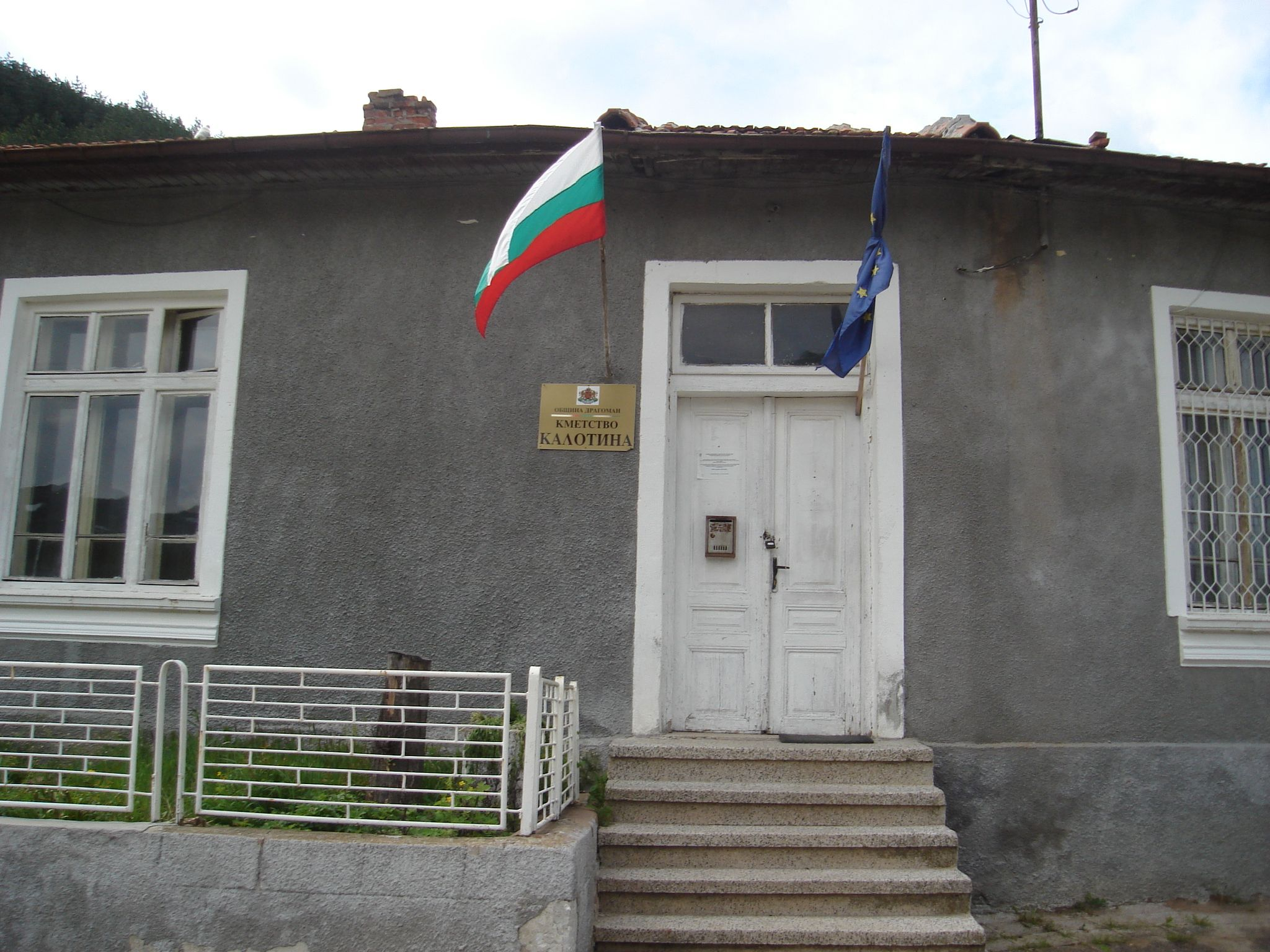
Sołectwo
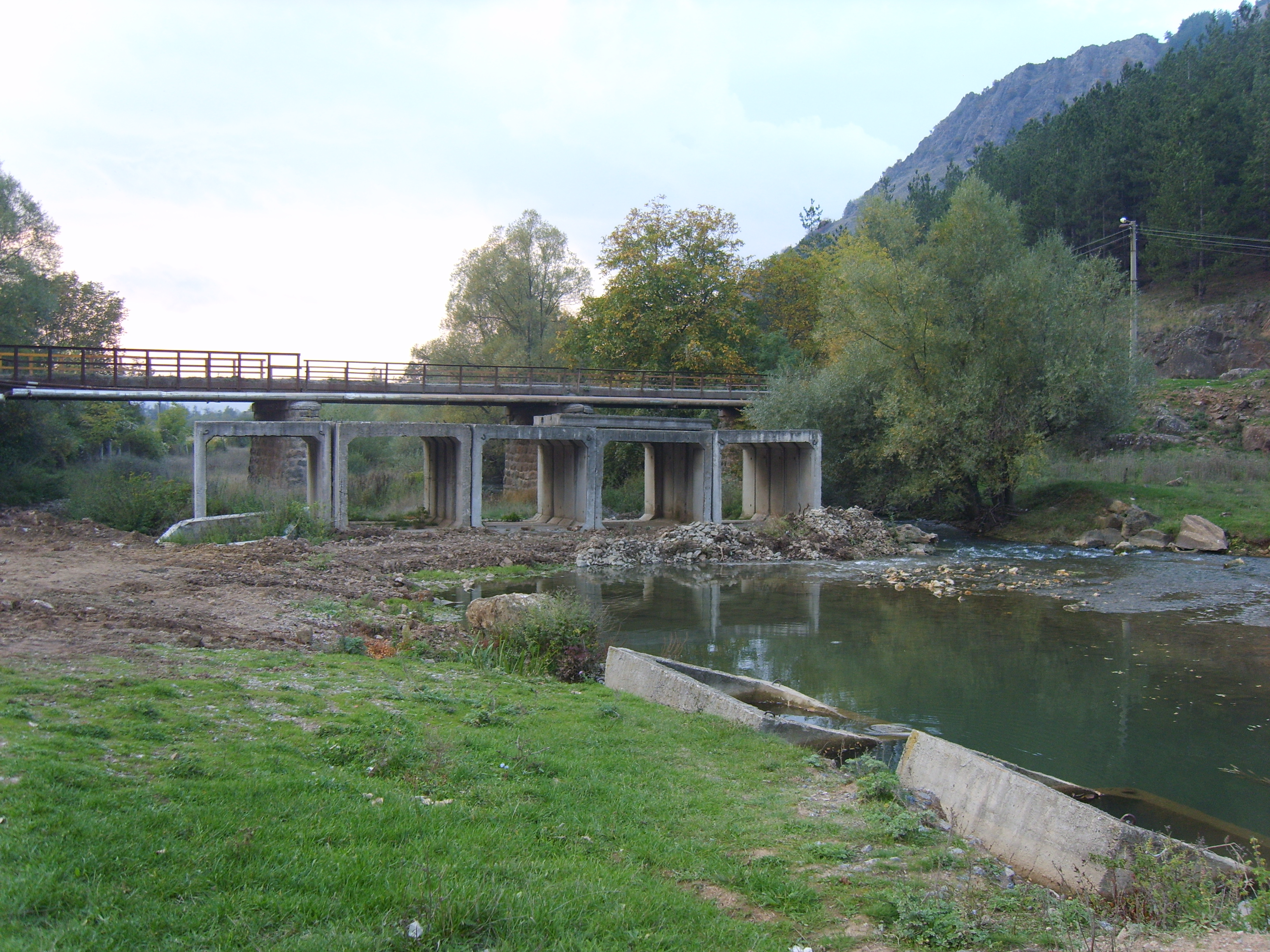
Rzeka Niszawa we wsi
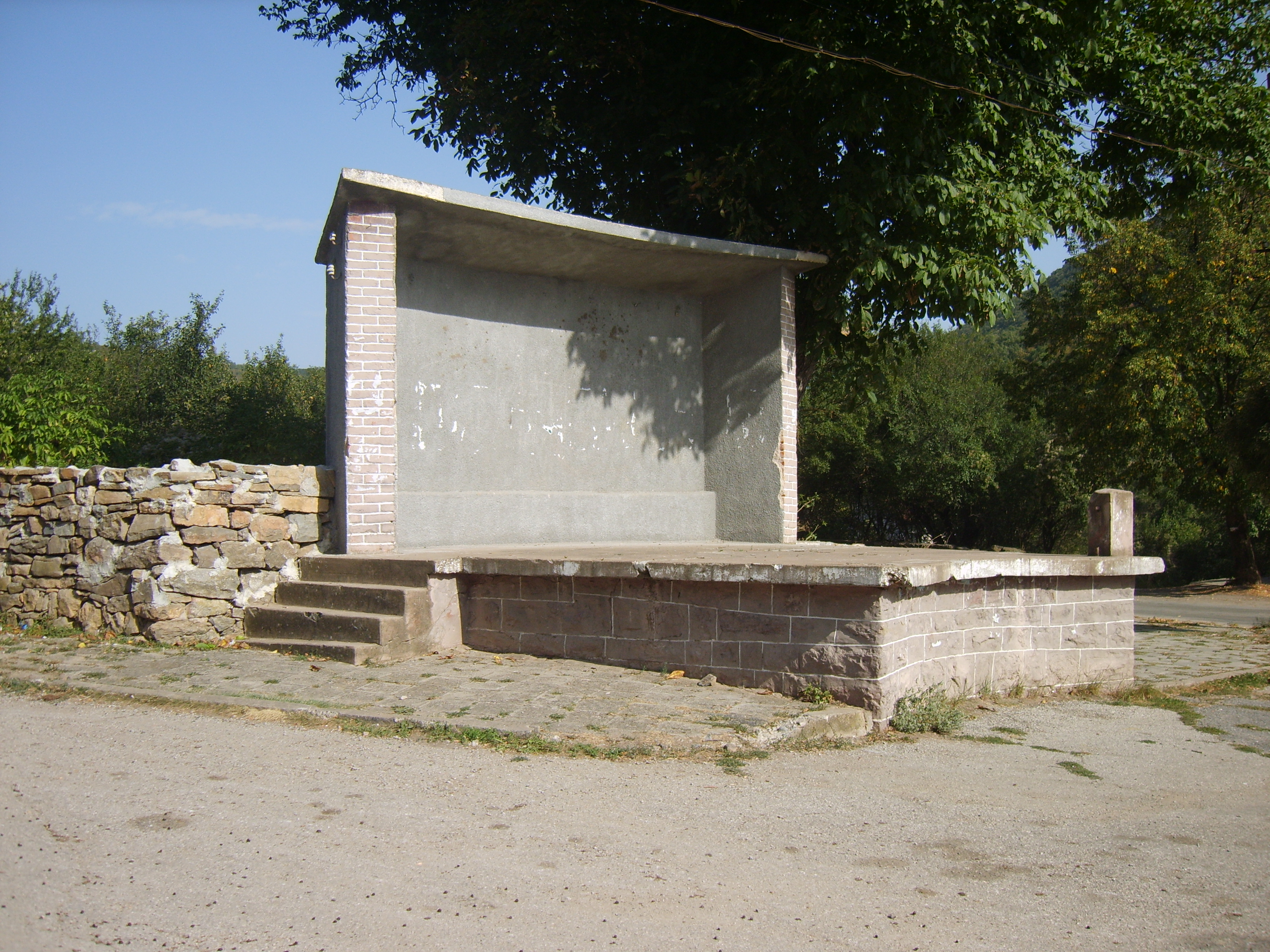
Plac
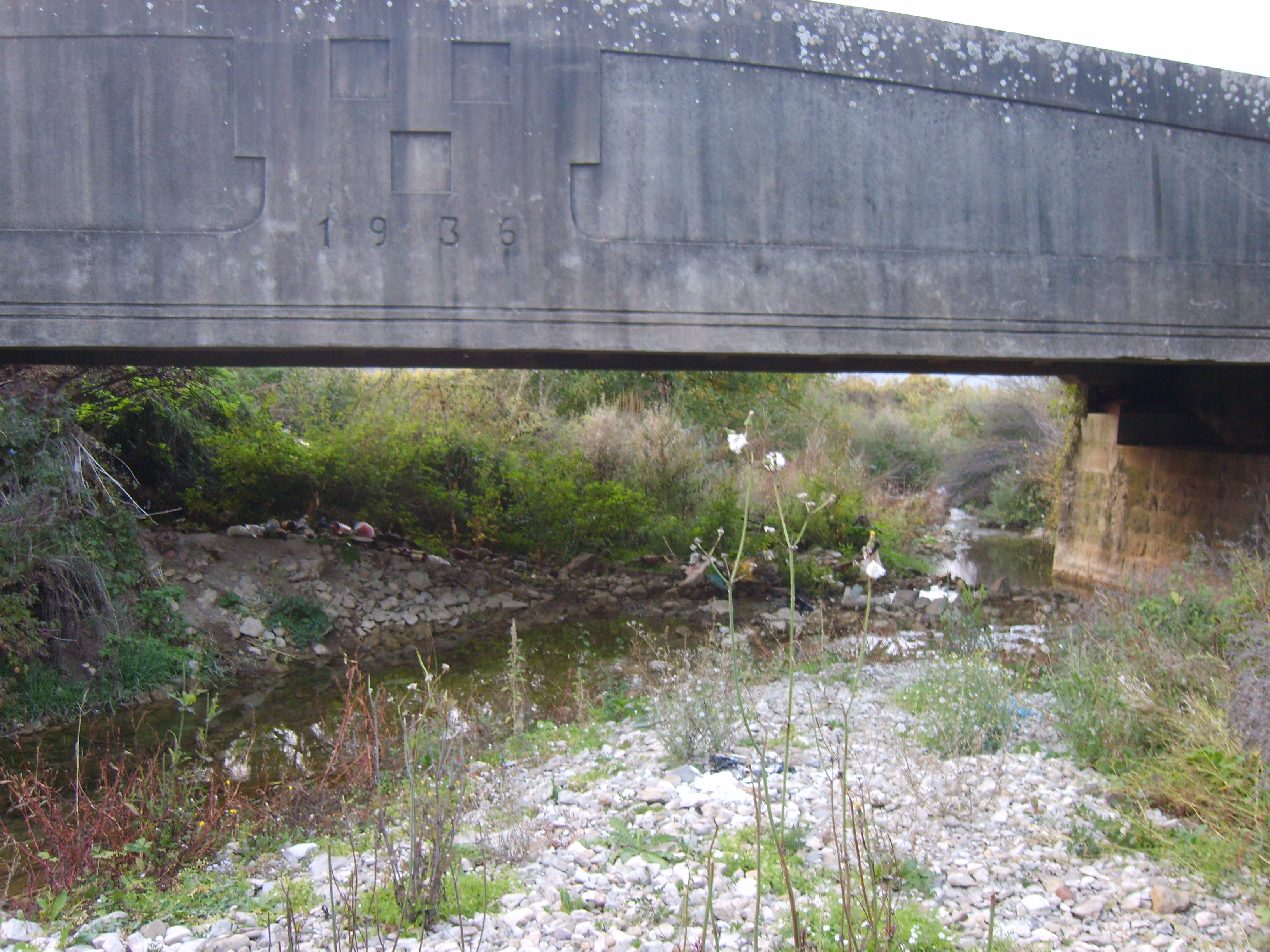
Most nad rzeką Jeżawica